# Koud wapen
Koude wapens zijn alle wapens waar het gebruik niet gepaard gaat met vuur of een explosie, de zogenaamde vuurwapens. Voorbeelden van koude wapens zijn messen, zwaarden, bogen, knuppels, etc.
Als bij een incident koude wapens worden ingezet is dat een niveau van escalatie lager dan de inzet van vuurwapens.